# Parafaujasie fontinale
Parafaujasia fontinalis
Espèce
La parafaujasie fontinale (Parafaujasia fontinalis) est une espèce de plante à fleurs de la famille des astéracées. Elle est endémique de l'île de La Réunion, département d'outre-mer français dans le sud-ouest de l'océan Indien.